# Гусейнов, Фридун Гамзаевич
Фридун Гамзаевич Гусейнов (азерб. Firudin Həmzə oğlu Hüseynov; 17 июля 1918, Елизаветполь — 1984, Баку) — советский учёный в области энергетики. 

## Биография
Родился 17 июля 1918 года в Гяндже. В 1936 году окончил в Баку энергетический техникум. В 1942 году окончил с отличием Азербайджанский институт нефти и химии им. М. Азизбекова по специальности «электрические станции сети и системы» с квалификацией инженера-электрика.
Работал электромехаником, начальником электроцеха, дежурным инженером на Бакинской ТЭЦ-1 «Красная звезда». Участник Великой Отечественной войны, инженер-капитан.
Учился в аспирантуре Азербайджанского индустриального института. В 1950 году защитил кандидатскую диссертацию. До 1957 года преподавал там же. Доцент, заведующий кафедрой электрических машин.
С 1957 года до конца жизни работал заведующим лабораторией электрических систем Азербайджанского НИИ энергетики.
В 1965 году защитил докторскую диссертацию по теме «Эквивалентирование энергетических систем и определение параметров их основных элементов». Доктор технических наук. 
В том же году присвоено звание профессора. В 1980 году избран членом-корреспондентом Академии наук Азербайджанской ССР.
Умер 14 июля 1984 года.

## Сочинения
- «Упрощение расчетных схем электрических систем». — Москва : Энергия, 1978. — 184 с.
- «Оценка параметров и характеристик энергосистем» / Ф. Г. Гусейнов, Н. Р. Рахманов. — Москва : Энергоатомиздат, 1988. — 152 с. ISBN 5-283-01073-2
- «Экономичность режимов электрических сетей» / Ф. Г. Гусейнов, О. С. Мамедяров. — Москва : Энергоатомиздат, 1984. — 119 с.
- «Планирование эксперимента в задачах электроэнергетики» / Ф. Г. Гусейнов, О. С. Мамедяров. — Москва : Энергоатомиздат, 1988. — 149 с. ISBN 5-283-01078-3

## Награды
- Орден Трудового Красного Знамени
- Медаль «За оборону Кавказа»
- Медаль «За доблестный труд в Великой Отечественной войне 1941—1945 гг.»